# HD165474
HD165474 — хімічно пекулярна зоря спектрального класу A7, що має  видиму зоряну величину в смузі V приблизно  7,5.
Вона  розташована на відстані близько 424,1 світлових років від Сонця.

## Фізичні характеристики
Зоря HD165474 обертається 
порівняно повільно 
навколо своєї осі. Проєкція її екваторіальної швидкості на промінь зору становить  Vsin(i)= 26км/сек.

## Пекулярний хімічний склад
Зоряна атмосфера HD165474 має підвищений вміст 
Cr
.

## Магнітне поле
Спектр даної зорі вказує на наявність магнітного поля у її зоряній атмосфері.
Напруженість повздовжної компоненти поля оціненої з аналізу
наявних ліній металів
становить  470,0± 165,2 Гаус.